# 内杜芒格阿德
内杜芒格阿德（Nedumangad），是印度喀拉拉邦Thiruvananthapuram县的一个城镇。总人口56138（2001年）。

## 人口
该地2001年总人口56138人，其中男性27246人，女性28892人；0—6岁人口6205人，其中男3166人，女3039人；识字率79.74%，其中男性为82.84%，女性为76.82%。